# تاناکا شیزوایچی
تاناکا شیزوایچی انگلیسی: 田中 静壱, Tanaka Shizuichi; ۱ اکتبر ۱۸۸۷ – ۲۴ اوت ۱۹۴۵) سیاست‌مدار اهل ژاپن بود.
همچنین برندهٔ جوایزی همچون نشان خورشید فروزان و نشان بادبادک طلایی شده‌است.